# Atarba (Ischnothrix) capitella
Atarba (Ischnothrix) capitella is een tweevleugelige uit de familie steltmuggen (Limoniidae). De soort komt voor in het Neotropisch gebied.